# Shlomi Elkabetz
Shlomi Elkabetz (en hebreu: שלומי אלקבץ, Beersheba, 5 de desembre de 1972) és un actor, guionista i director israelià.

## Biografia
Shlomi Elkabetz és el menor de quatre germans. La seva germana Ronit Elkabetz també fou actriu i directora, amb la qual va treballar en diverses pel·lícules. Els seus pares eren jueus marroquins emigrats a Israel. La seva mare era perruquera i el seu pare treballador postal.
Va impartir classes d'art dramàtic a Nova York durant set anys.
Viu entre Tel-Aviv i París des dels vint-i-un anys. És obertament gai i viu amb la seva parella l'actor Ofer Ein-Gal, amb qui és pare d'una nena anomenada Renée.

## Filmografia

### Director
- Ve'Lakhta Lehe Isha (2004)
- Shiva (2008)
- Edut (2011)
- Gett: The Trial of Viviane Amsalem (2014)
- Cahiers Noirs (2021)
- Machbarot Shchorot: Viviane (2021)

### Actor
- Ve'Lakhta Lehe Isha (2004)
- Our Boys (2019)
- Nafas (2021)
- Tel Aviv/Beirut (2022)